# Синайські гори

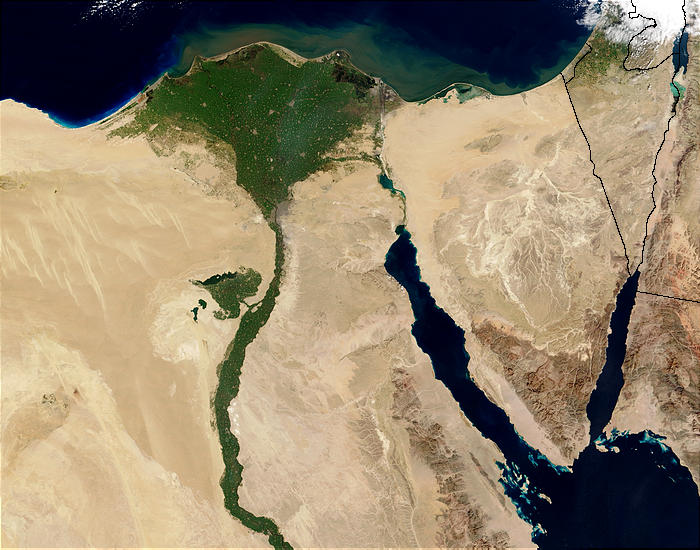
Області Синайської складчастості. Вид з космосу

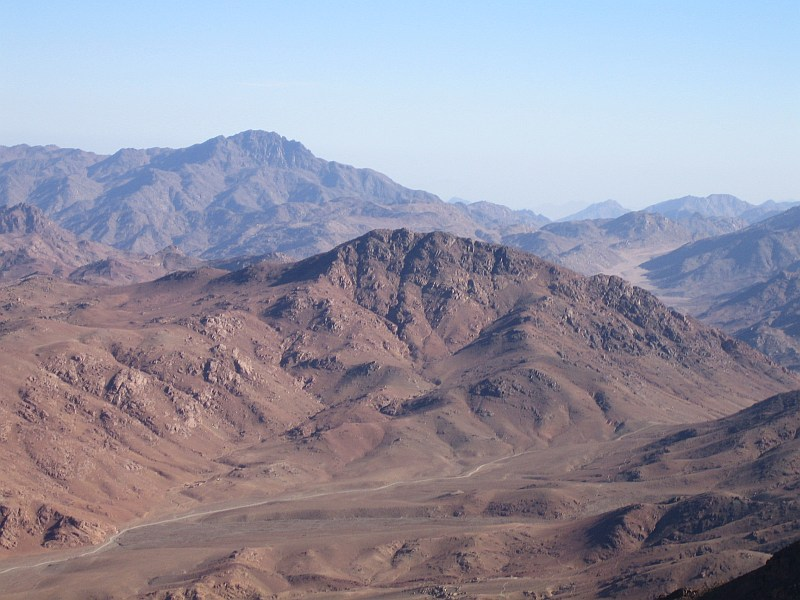
Типовий ландшафт Синайських гір, розчленованих сухими руслами ваді

Синайські гори - область складчастості, що займає південну частину Синайського півострова, Єгипет. Утворилися в пізній період формування Нубійсько-Аравійського щита. Піднімаються поступово з півночі (де розташовані сильно розчленовані кам'янисті плато Егма і Ет-Тих висотою 500-1000 м) на південь, обриваючись потім крутими схилами до вузької піщаної низовини біля берегів Червоного моря.

## Опис
Складаються переважно з гранітів, гнейсів, кристалічних сланців. Більшу частину гірського регіону займає практично безводна і кам'яниста Синайська пустеля. Максимальна висота над рівнем моря - 2637 м: гора Святої Катерини - вища точка Єгипту. Також з давніх часів широко відома гора Синай, на якій розташований православний Монастир Святої Катерини (зведений між 330 - 557 рр.). Напередодні арабсько-мусульманських навал VII століття і  якийсь час після їх в горах ховалися залишки місцевого християнського населення. В даний час гори населяють тільки невеликі групи синайських бедуїнів. Біля узбережжя Червоного моря розвинений туризм, там з'явилося багато сучасних курортних міст (наприклад , Шарм-ель-Шейх), звідки туристи здійснюють екскурсії в гори, знамениті своїми надзвичайними формами і силуетами , отриманими в результаті багатовікової вітрової ерозії.